# Reciclador de base

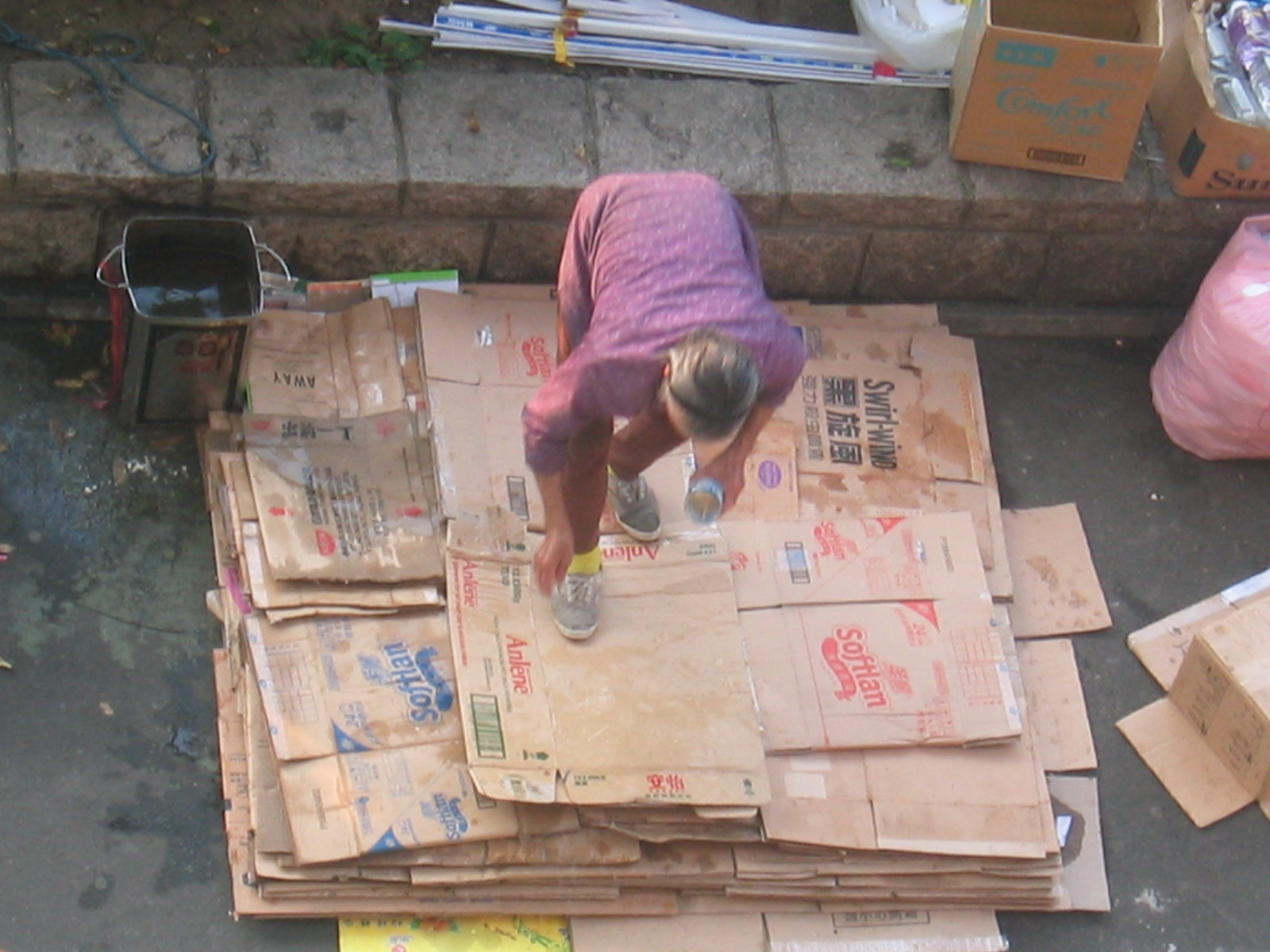
Reciclador en Hong Kong

Reciclador de base, llamado también recuperador primario, es un trabajador que realiza el oficio de recolectar, seleccionar, recuperar, transformar, comercializar y reutilizar los residuos sólidos. Cumple la labor de reciclar en el primer eslabón de la cadena de comercialización y recuperación de material. El reciclador de base, vive de este oficio, generando sus ingresos según venda el material que recupera recorriendo calles en busca del material que la comunidad desecha o recolectándolo en vertederos de distintas ciudades.
Se distingue además de cualquier otro tipo de reciclaje, por ser quien trabaja directamente en donde se depositan los residuos sólidos, lo que comúnmente se conoce como basura. Por ello, la selección de los residuos sólidos, los hace desde el lugar de disposición primaria y los transportan hacia el lugar donde se realiza la selección fina y enfardado, para una venta posterior. Se entiende por selección fina la separación de distintas calidades de materiales, lo que le permite el acceso a mejores rangos de precio.
En los países en vías de desarrollo diariamente salen a las calles millones de recolectores de materiales reciclables para que a través de la recuperación de residuos, lograr el sustento para sus familias y para ellos mismos. En el caso de América Latina,

Los recicladores de residuos son figuras clave en el proceso de reciclaje, sin embargo, en su mayoría carecen de estructura organizativa, reconocimiento formal y derechos legales, aunque gracias a su determinación y al poder de la unión, la situación empieza a cambiar a su favor.

## Reciclaje
El reciclaje es un proceso fisicoquímico o mecánico que consiste en someter a una materia o un producto ya utilizado a un ciclo de tratamiento total o parcial para obtener una materia prima o un nuevo producto. Una de las definiciones de esta acción indica que reciclar es el proceso por el cual se somete repetidamente una materia a un mismo ciclo, a fin de incrementar, ampliar y recuperar los determinados recursos para volver a utilizarlos.
A través del reciclaje, se logra recuperar materiales como el papel, plástico, vidrio y metales, entre otros, los que luego de un proceso de separación, recolección y proceso dejan de ser residuos y se transforman en materia prima para ser manufacturados. Es esta acción, la que se transforma en oficio y economía de trabajo para los recicladores de base, permitiendo el desarrollo de economías locales, tanto individuales, como sociales para la generación de empleos y ahorros cuantitativos en las administraciones de Estado, además de su valor de impacto en el medio ambiente.

## Ventajas y desventajas

### Ventajas
La recolección de residuos ofrece importantes beneficios ecológicos, económicos y sociales:
- Creación de empleo: Proporciona una fuente de sustento a personas extremadamente pobres con pocas oportunidades de empleo. Aunque muchos recicladores practican su oficio como una profesión de tiempo completo, sus horarios flexibles lo hacen accesible para mujeres con otras responsabilidades de cuidado y para personas que buscan complementar los ingresos de otros trabajos. En tiempos de necesidad, la recolección de residuos sirve como una red de seguridad para los niños de la calle, los huérfanos, los ancianos, las viudas, los inmigrantes, los discapacitados, los desempleados, etc. La recolección de residuos también beneficia a la economía en general al suministrar materias primas a la industria y crear muchos puestos de trabajo asociados para los intermediarios que compran, clasifican, procesan y revenden los materiales recolectados por los recicladores.
- Salud pública y saneamiento: Los recicladores recogen la basura de los barrios que carecen de servicios públicos. Sin ellos, los residentes se verían obligados a quemar la basura o desecharla en ríos, calles y lotes baldíos. Los recicladores proporcionan el único servicio de eliminación de residuos sólidos en muchas ciudades.
- Ahorro municipal: Los recicladores brindan entre el 50 y el 100% de los servicios de recolección de residuos en la mayoría de las ciudades del mundo en desarrollo, según un informe de UN Habitat de 2010. Esto sirve efectivamente como un subsidio masivo para los gobiernos de las ciudades y las administraciones estatales, que no pagan por la mano de obra. Además, el reciclaje amplía la vida útil de los basureros y vertederos de las ciudades.
- Reducción de la contaminación y mitigación del cambio climático: Al reducir la cantidad de materiales esterilizados necesarios para la producción, los recicladores ahorran espacio en los vertederos, disminuyen el consumo de agua y energía, reducen la contaminación del aire y del agua y reducen el cambio climático. Desde 2009, delegaciones internacionales de recicladores han asistido al menos a cinco conferencias mundiales sobre cambio climático para exigir que los fondos climáticos inviertan en programas de recuperación de recursos que ayuden a garantizar los medios de subsistencia de los recicladores, en lugar de tecnologías de eliminación de residuos como incineradores.

### Desventajas
Los recicladores de base no solo generan beneficios sociales, sino también costos potenciales. Éstos incluyen:
- Trabajo infantil: Los niños suelen trabajar como recicladores. Esto puede interferir con su educación o dañar su bienestar físico, emocional y social.
- Basura: Los recicladores que trabajan en las calles a veces tiran los desechos de las bolsas de basura, ensucian las aceras y crean más trabajo para los barrenderos de la ciudad.
- Inconformidad pública: Muchas personas ven a los recicladores como una molestia o una fuente de vergüenza para sus comunidades. La pobreza percibida por los recicladores y la falta de saneamiento hace que algunas personas se sientan incómodas o temerosas. Especialmente en los países en desarrollo, muchos argumentan que los servicios modernos deberían reemplazar a los recicladores.
- Robo de propiedad pública: En algunas ciudades, se sabe que los recicladores roban, funden y revenden propiedad pública, como cables de cobre para teléfonos y electricidad, cercas de acero, tapas de alcantarillas.
- Riesgos laborales:
  1. Riesgos para la salud: Existe una alta prevalencia de enfermedades entre los recicladores debido a su exposición a materiales peligrosos como materia fecal, papel saturado de materiales tóxicos, botellas y envases con residuos químicos, agujas contaminadas, y metales pesados de baterías. Un estudio en la Ciudad de México encontró que la esperanza de vida promedio de un recolector de basura en un vertedero es de 15 a 40 años, en comparación con el promedio nacional de 69 años,[4] aunque un estudio posterior del Banco Mundial estimó una vida útil de 53 años. En Port Said, Egipto, un estudio de 1981 mostró una tasa de mortalidad infantil de 1/3 entre los recicladores (uno de cada tres bebés muere antes de cumplir un año).
  2. Riesgos de lesiones: Entre los tipos más comunes de lesiones relacionadas con el trabajo de los recicladores se encuentran las lesiones en la espalda y las manos causadas por levantar objetos pesados con poco equipo.  En un estudio de 48 recicladores en Santo André, Brasil, casi todos los trabajadores reportaron dolor en la espalda, piernas, hombros, brazos y manos.  Los recicladores que trabajan en vertederos a cielo abierto están expuestos a grandes cantidades de gases tóxicos y enfrentan otras amenazas graves, como ser atropellados por camiones y quedar atrapados en hundimientos superficiales, deslizamientos de basura e incendios. El 10 de julio de 2000, varios cientos de recicladores murieron por un deslizamiento de basura desde una enorme montaña de basura después de las lluvias monzónicas en un basurero abierto en Payatas, Filipinas.
  3. Estigma, acoso y violencia: La mayoría de las actividades de recolección de residuos son ilegales o no están permitidas, por lo que los recicladores suelen enfrentar el acoso de la policía y las autoridades.  Además, existe un desdén público generalizado contra los recicladores debido a su pobreza y percepción de falta de higiene. Las mujeres son objeto de un mayor acoso, en particular acoso sexual debido a su bajo estatus social y falta de apoyo social. Una de las manifestaciones más extremas de ese estigma se da en Colombia, donde, desde la década de 1980, grupos de autodefensas de "limpieza social", en ocasiones trabajando con la complicidad de la policía, han asesinado al menos a dos mil recolectores de basura, mendigos y prostitutas, a quienes se refieren como "desechables".

## Organización en Latinoamérica
Dada la informalidad del trabajo, no existe cifra contundente sobre el número de recicladores. Se estima que en el mundo existen cerca de 15 millones de personas que viven del reciclaje, aproximadamente el 1% de la población urbana en los países en vías de desarrollo. Mientras que en América Latina las cifras que hoy existen son dispares, según se observa en el informe Dinámicas de Organización de los Recicladores Informales realizado por Banco Interamericano de Desarrollo, se entregan dos cifras en el continente americano sobre el número de recicladores, uno que indica que existen sobre 500,000 personas dedicadas el reciclaje (según la Organización Panamericana de la Salud), mientras que un segundo número entregado es mucho mayor y alcanza a los 3.8 millones de personas, proporcionado por otro estudio.
En un intento de proteger su trabajo y las condiciones en las que desarrollan su oficio, los recicladores de base comenzaron a organizarse. La organización formal de los recicladores de base en el continente americano, tiene uno de sus orígenes en Colombia, con más de 35 años de trabajo. Brasil también es uno de los países cuya articulación ha consolidado una política de reconocimiento y de organización. Actualmente existen más de 1,000 agrupaciones de recicladores en el continente, entre cooperativas, gremios y asociaciones y cuyo propósito busca principalmente mejorar las condiciones laborales.
Los principales intentos por organizarse ya masivamente, surgen en 1990 cuando en Colombia se desarrolla el Primer Encuentro Nacional de Recicladores, convocado por la Asociación de Recicladores de Bogotá (ARB), que convocó a 40 agrupaciones de 9 regiones de dicho país. Tres años después se organiza el Primer Congreso Internacional de Recicladores en Colombia, donde participan además México y Perú, lo que se transforma en la semilla que más tarde será la Red Latinoamericana de Recicladores.
Según su definición, esta Red es

Una organización representativa e integradora de los movimientos laborales que agrupan a los recicladores de los países de la región. La Red tiene como misión mejorar las condiciones laborales de los recicladores de base y propiciar el diálogo entre los países para intercambiar experiencias, diseñar acciones y ejecutarlas.

.
Actualmente son 16 países los que integran esta organización en el continente: Argentina, Bolivia, Brasil, Chile, Colombia, Costa Rica, Ecuador, Guatemala, Nicaragua, Panamá, Paraguay, Perú, Puerto Rico, Uruguay,Venezuela, y más recientemente México. 
La actual Red Latinoamericana es pionera como organización en el mundo, sobre todo en avances en materias de políticas nacionales de inclusión del sector, cooperativismo, fortalecimiento de liderazgos, articulación empresarial y defensa del gremio. Es así que los esfuerzos de la organización en los últimos años han apuntado a sumar más países de la región y articularse en una acción global, formada por un Comité de Dirección Interino que cuenta con representación de los tres continentes (África, América y Asia), la que ya se ha reunido en Buenos Aires, Durban, Belo Horizonte y Bangkok.

## Día Mundial del Reciclador/a
El Día Mundial del Reciclador/a, se conmemora el 1 de marzo fue instaurado en conmemoración de la tragedia ocurrida en Colombia, donde fueron asesinados unos 10 trabajadores del reciclaje dentro de una universidad el año 1992.
Los recicladores fueron engañados por personal de la Universidad Libre de Barranquilla, invitándolos a ingresar a las dependencias de éstas para la entrega de material de reciclaje. Una vez dentro fueron asesinados a golpes de palos y tiros de balas, para así comercializar sus cuerpos en investigación y tráfico de órganos. La trágica situación fue denunciada por un sobreviviente a la policía, quien tras el ataque fingió estar muerto y luego huyó para dar aviso.
El diario El País de España publicó:

Personas vinculadas a la Universidad Libre de Barranquilla (Colombia) asesinaban a indigentes para vender luego sus cadáveres a los estudiantes de medicina(...) Nada más conocerse la noticia, la policía allanó la sede universitaria. Diez muertos se encontraban en el depósito de cadáveres, entre ellos el de El Cartagenero, un hombre de 40 años, y el de Diana Leiva, La Chupichupi, una joven de 16 años, retrasada mental, que vivía hacía unos años con los recogedores de basuras. (...) También afirman que los indigentes fueron a robar a la universidad y que por eso fueron atacados con garrotes por los celadores. Hasta ahora, han sido detenidos siete celadores y ha sido llamado a declarar el síndico gerente. Personas cercanas al claustro universitario han revelado detalles del macabro hecho. Los cadáveres eran vendidos completos o por partes. Completos tenían un precio de 130,000 pesos (unas 20,000 pesetas).

El Día Mundial fue oficializado en el Encuentro Internacional de Recicladores que reunió a 34 países en Colombia el año 2008.

## Recicladores de base en algunos países
El reciclador de base recibe distintos nombres o definiciones según países de América Latina, muchas de ellas con una alta carga discriminatoria y que impide una mayor integración social y reconocimiento de su labor en beneficio de la comunidad.
En su trabajo por la inclusión y a través de su organización continental, han luchado porque se les identifique como reciclador o reciclador de base, y en el caso de Brasil como catador, de este modo olvidar otros términos como cachureros, zorregos o cartoneros, que no se condicen con el oficio de reciclar y se prestan para otro tipo de interpretaciones y que impiden un reconocimiento formal por parte de la sociedad y los estados de esta labor. Citan en una de las publicaciones del blog de la organización en Chile:

Ya no queremos más recicladores invisibles, estigmatizados y discriminados, después de todo la realidad es sólo una y tarde o temprano tendrá que ser reconocida.

El saber cómo se llama a un reciclador en cada país, permite identificar el oficio y a su trabajador. A continuación, los términos como son identificados:
- Argentina: Botellero, ciruja, cartonero o excavador.
- Brasil: Catador (en portugués: Carroñero)
- Chile: Cartonero, cachurero, chatarrero o recolector.
- Colombia: Reciclador o zorrero (la zorra es el vehículo donde se transporta la carga, usualmente, de tracción animal).
- Costa Rica: Buzo.
- Cuba: Buzo
- Ecuador: Minador, chambero o reciclador.
- El Salvador: Pepenador.
- Estados Unidos: Waste picker (en inglés: Reciclador) o scavenger (en inglés: Carroñero)
- Guatemala: Guajero o pepenador.
- Guyana: Scavenger (en inglés: Carroñero)
- Honduras: Buzo.
- México: Pepenador o reciclador.
- Nicaragua: Churupero (Managua) o pepenador.
- Panamá: Metalero, pepenador o botellero.
- Paraguay: Ganchero o pepenador.
- Perú: Reciclador o cachinero.
- República Dominicana: Buzo.
- Uruguay: Hurgador o clasificador.
- Venezuela: Excavador o zamuro.